# Anthyllis coccinea
Anthyllis coccinea là một loài thực vật có hoa trong họ Đậu. Loài này được (L.) Beck miêu tả khoa học đầu tiên.